# Фатті і Мінні Хі-Хо
Фатті і Мінні Хі-Хо (англ. Fatty and Minnie He-Haw) — американська короткометражна кінокомедія Роско Арбакла 1914 року.

## Сюжет
Фатті виганяють з поїзда і він опиняється в маленькому індіанському поселенні, де в нього закохується Мінні Хі-Хо, одна з мешканок селища.

## У ролях
- Роско ’Товстун’ Арбакл — Фатті
- Мінні Деверо — Мінні Хі-Хо
- Мінта Дарфі — Мінта
- Джозеф Свікард — батько Мінти
- Х. МакКой — п'яниця
- Джо Бордо — бармен
- Біллі Гілберт — ковбой в барі
- Вільям Хаубер — ковбой в барі
- Френк Гейз — сільський житель в барі
- Слім Саммервілл — охорона залізниці